# Zębiełek kameruński
Zębiełek kameruński (Crocidura eisentrauti) – gatunek owadożernego ssaka z rodziny ryjówkowatych (Soricidae). Występuje endemicznie w Kamerunie. Gatunek został opisany przez Heim de Balsaca w 1957 na podstawie holotypu SMNS – 5571, znalezionego na wysokości 2900 m. 

## Występowanie
Gatunek ten ograniczony jest do powierzchni 10 km² na czynnym wulkanie Kamerun pomiędzy wysokością 2000–3000 m n.p.m. Zamieszkuje pasy łąk, powyżej granicy lasu. 

## Status
Jest gatunkiem rzadkim, ostatnie okazy zostały znalezione w latach 50.. W Czerwonej księdze gatunków zagrożonych Międzynarodowej Unii Ochrony Przyrody i Jej Zasobów został zaliczony do kategorii VU (narażony na wyginięcie). Potencjalnym zagrożeniem dla tego gatunku są stochastyczne wydarzenia, takie jak wybuchy wulkanu. Chociaż góra ta nie jest parkiem narodowym, wstęp na ten wulkan jest ograniczony (wejście na szczyt jest płatne).